# اس‌اس بیتوس
اس‌اس بیتوس (به انگلیسی: SS Beatus) یک زیردریایی بود که طول آن ۳۹۰٫۰ فوت (۱۱۸٫۹ متر) بود. این زیردریایی در سال ۱۹۲۵ ساخته شد.